# Terratrèmol de Shaanxi

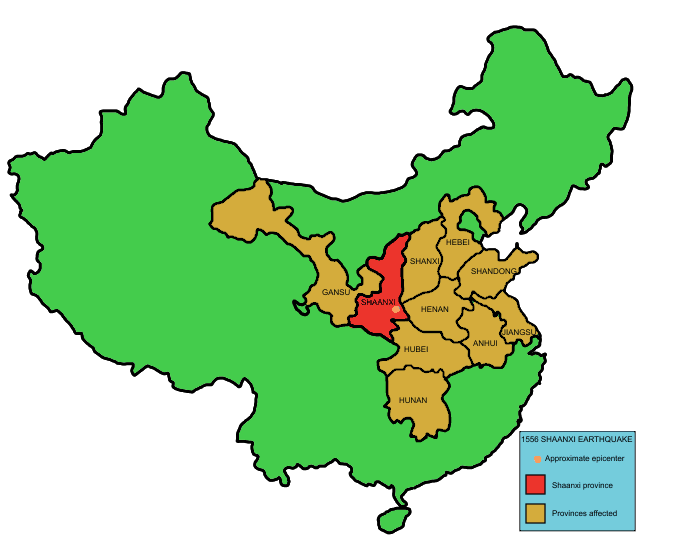
Mapa de la Xina on es mostra la província de Shaanxi (de color vermell) i les altres províncies afectades pel terratrèmol (de color marró)

El terratrèmol de Shaanxi, també anomenat el terratrèmol del comtat de Hua, és el terratrèmol més mortífer de la història, en què van morir aproximadament 830.000 persones. Es va produir al matí del 23 de gener del 1556 a Shaanxi (Xina). En foren afectats més de noranta-set comtats de les províncies de Shaanxi, Shanxi, Henan, Gansu, Hebei, Shandong, Hubei, Hunan, Jiangsu i Anhui. En va resultar destruïda una àrea de més de 900 km d'amplària, i en alguns comtats hi va morir el 60% de la població. Fins aleshores, la població vivia majoritàriament en coves artificials, fetes de loess (roques de quars, feldespat i mica que s'engrunen fàcilment), que es van ensorrar durant el desastre.

## El terratrèmol
L'epicentre es trobava a prop de la muntanya Hua a la vall del riu Wei, a prop de les ciutats de Huaxian, Weinan i Huayin, a Shaanxi.
El Wei està en una falla important on es troben quatre sistemes tectònics, el Qilu-Qin-ling, la direcció latitudinal, el Cathaysian i el Longxi, propera a la placa índia, la placa euroasiàtica i la placa del Pacífic. El terratrèmol va tenir lloc durant el regnat de l'emperador Jiajing, de la dinastia Ming. Segons les estimacions actuals, basades en dades geològiques, es creu que va assolir una magnitud aproximada de 8 en l'escala de Richter. Si bé fou el terratrèmol més mortífer i el cinquè desastre natural amb més morts de la història, de terratrèmols n'hi ha hagut de magnitud més gran. Les rèpliques que se'n van derivar foren nombroses durant els següents sis mesos. Va haver destrucció i danys greus fins a uns 500km de distància de l'epicentre, i les esllavissades de terra també van contribuir a l'important nombre de morts.
Als annals de la Xina es va descriure així:
L'hivern del 1556, hi hagué un terratrèmol catastròfic a les províncies de Shanxi i Shaanxi. Al nostre comtat de Hua, s'esdevingueren tot de desgràcies. Les muntanyes i els rius canviaren de lloc i els camins foren destruïts. En alguns indrets, emergí la terra i formà nous turons, o bé s'enfonsava de manera abrupta i apareixien noves valls. En altres indrets, sorgia un rierol de sota terra, o els camps s'esquerdaven en torrentades i barrancs. Les cabanes, les cases, els temples i les muralles de la ciutat s'ensorraren en un tres i no res.
El terratrèmol va danyar greument el bosc de Pedra. De les 114 esteles, 40 es van trencar durant el terratrèmol.
L'erudit Qin Keda va sobreviure al desastre i en va enregistrar els detalls. Concloïa que "al començament del terratrèmol, la gent que és dins de casa no n'ha de sortir corrents. Cal que s'estirin a terra i esperar que hi hagi sort. Fins i tot si el niu cau a terra, alguns ous poden quedar intactes". Aquestes paraules poden donar a entendre que moltes persones van morir quan tractaven de fugir, algunes de les quals haurien pogut sobreviure si s'haguessin quedat quietes a casa.
La sacsejada va reduir l'alçada de la Petita pagoda de l'Oca Silvestre de Xi'an, dels 45 metres originaris als 43,4 posteriors.

## Les coves deloess
En aquella època, milions de persones vivien en yaodongs, en forma de cavernes excavades en el loess el terra sorrenc susceptible a la força del vent que porta la sorra del desert del Gobi i de l'aigua que les tempestes de vent van dipositant amb el pas del temps a l'altiplà de Loess que cobreixen gairebé la totalitat de les províncies de Shaanxi, Shanxi i Gansu i part de les altres.
Aquesta fou la causa de la gran quantitat de persones mortes, ja que el terratrèmol va causar esllavissades que van destruir les coves que es beneficiaven de les fresques temperatures estiuenques i de les moderades temperatures hivernals del sòl, i també protegien del sol i de la pols, però en ensorrar-se amb el terratrèmol van atrapar milers de persones.

## Cost
El cost dels danys provocats pel terratrèmol és gairebé impossible de determinar en termes moderns. La quantitat total de morts, tanmateix, tradicionalment s'ha xifrat en 830.000. Els danys ocasionats en les propietats degueren ser tan grans que són impossibles de calcular, ja que en va resultar destruïda una regió sencera de l'interior de la Xina, regió on va morir aproximadament el 60% de la població. El cost dels danys devia haver estat l'equivalent a les destruccions causades per l'explosió d'una bomba nuclear (si bé sense els efectes posteriors derivats).

## Comparació
El terratrèmol de Shaanxi, malgrat tot, no ha estat el pitjor desastre de la història de la Xina. De fet, desenes de milions de xinesos van morir durant els tres anys de desastres naturals que van del 1959 al 1961.